# Cratere Chandler
Chandler è un cratere lunare di 88,6 km situato nella parte nord-occidentale della faccia nascosta della Luna, a sud-est del cratere d'Alembert, di grandi dimensioni, e a sud-est del piccolo cratere Chernyshev.
Chandler è stato pesantemente danneggiato da impatti successivi, e si presenta come una depressione all'interno di una regione irregolare della superficie lunare. A ridosso del bordo di sud-sud-est si trova il cratere satellite Chandler P, più piccolo, e anch'esso fortemente eroso. Numerosi altri crateri di piccole dimensioni sono visibili sul bordo e sulle pendici interne di Chandler; il suo margine settentrionale è stato addirittura quasi cancellato da una serie di impatti minori. In prossimità del centro di Chandler è anche presente un allineamento di crateri; due impatti si trovano ad ovest del punto centrale, tre ad est. Il resto del letto del cratere è irregolare e cosparso di piccoli crateri, fra cui due, situati nella parte meridionale, appaiono di dimensioni rilevanti.
Il cratere è dedicato all'astronomo statunitense Seth Carlo Chandler.

## Crateri correlati
Alcuni crateri minori situati in prossimità di Chandler sono convenzionalmente identificati, sulle mappe lunari, attraverso una lettera associata al nome.
| Chandler | Coordinate             | Diametro (in km) |
| -------- | ---------------------- | ---------------- |
| G        | 43°13′48″N 175°42′36″E | 32,12            |
| P        | 41°32′24″N 170°09′00″E | 65,59            |
| Q        | 41°00′36″N 169°18′00″E | 15,46            |
| U        | 45°25′12″N 166°48′00″E | 14,7             |